# Aaron Paul
Aaron Paul (nascido Aaron Paul Sturtevant; Emmett, 27 de agosto de 1979) é um ator estadunidense conhecido por estrelar a série Breaking Bad como Jesse Pinkman, pelo qual ganhou inúmeros prêmios, tendo vencido três Primetime Emmy Awards de Melhor Ator Coadjuvante em Série Dramática.

## Vida
Aaron Paul Sturtevant nasceu em Emmett, Idaho, no dia 27 de agosto de 1979, filho de Robert e Darla Sturtevant, sendo o mais novo de cinco irmãos. Ele estudou na Centennial High School em Boise.
Paul ficou noivo da atriz e diretora Lauren Parsekian em Paris em janeiro de 2012. O casal tem dois filhos, Story Annabelle, nascida em 2018 e Ryden Caspian, nascido em 2022.
O ator mudou o seu sobrenome de batismo oficialmente e judicialmente para Aaron Paul, assim como o público o conhece.

## Carreira
Em 1996, após se formar um ano adiantado, Paul foi para Los Angeles e entrou em uma competição realizada pela International Modeling and Talent Association. Ele ficou em segundo e assinou um contrato com um agente. Dois anos depois ele participou de um episódio do programa The Price Is Right e trabalhou como arrumador em um cinema da Universal Studios.
Nos anos seguintes, ele apareceu em episódios de várias séries de televisão, como The X-Files, CSI: Crime Scene Investigation, CSI: Miami, ER, Veronica Mars, Ghost Whisperer, Criminal Minds e Bones. Em 2002 ele participou de um Clipe Chamado Thoughtless da Banda Korn. 
Em 2006 ele apareceu no filme Mission: Impossible III, e em 2007 ele conseguiu o papel recorrente de Scott Quittman na série Big Love, aparecendo em catorze episódios.
Em 2008, Paul começou a interpretar Jesse Pinkman na série Breaking Bad. Seu personagem originalmente morreria ao final da primeira temporada, porém depois de ver sua química junto com o ator Bryan Cranston, o criador da série Vince Gilligan mudou de ideia e alterou o destino do personagem. Pelo papel, Paul foi indicado ao Primetime Emmy Award de Melhor Ator Coadjuvante em Série Dramática em 2009, 2010, 2012 e 2014, vencendo em 2010, 2012 e 2014. Após este seriado, sua carreira foi impulsionada.

## Filmografia

### Filme
| Ano  | Título (en)                     | Título (br)                      | Papel                       | Nota     |  |
| ---- | ------------------------------- | -------------------------------- | --------------------------- | -------- |  |
| 2000 | Whatever It Takes               | Correndo Atrás                   | Floyd                       |          |  |
| 2000 | Hjælp, Jeg er en Fisk           | Mamãe, Virei Um Peixe!           | Chuck                       | Voz      |  |
| 2001 | K-PAX                           | K-Pax - O Caminho da Luz         | Michael Powell              |          |  |
| 2002 | National Lampoon's Van Wilder   | O Dono da Festa                  | Sujeito                     |          |  |
| 2004 | Perfect Opposites               | Opostos Perfeitos                | Monty Brandt                |          |  |
| 2005 | Bad Girls from Valley High      |                                  | Jonathon Wharton            |          |  |
| 2006 | Mission: Impossible III         | Missão Impossível 3              | Rick                        |          |  |
| 2006 | Choking Man                     | Lanchonete Olympia               | Jerry                       |          |  |
| 2007 | Daydreamer                      |                                  | Clinton Roark               |          |  |
| 2007 | Leo                             |                                  | Hustler                     | (Short)  |  |
| 2008 | Say Goodnight                   |                                  | Victor                      |          |  |
| 2009 | The Last House on the Left      | A Última Casa                    | Francis                     |          |  |
| 2010 | Wreckage                        |                                  | Rick                        |          |  |
| 2011 | Quirky Girl                     |                                  | Joseph                      | (Short)  |  |
| 2012 | Smashed                         | Smashed: De Volta a Realidade    | Charlie Hannah              |          |  |
| 2013 | Decoding Annie Parker           | Unidas pela vida                 | Paul                        |          |  |
| 2014 | A Long Way Down                 | Uma Longa Queda                  | JJ                          |          |  |
| 2014 | Need for Speed                  | Need for Speed - O Filme         | Tobey Marshall              |          |  |
| 2014 | Exodus: Gods and Kings          | Êxodo: Deuses e Reis             | Josué                       |          |  |
| 2015 | Triple Nine                     | -                                | -                           |          |  |
| 2015 | Fathers and Daughters           | Pais e Filhas                    | -                           |          |  |
| 2015 | Eye in the Sky                  | Decisão de Risco                 | Steve Watts                 |          |  |
| 2016 | Central Intelligence            | Um Espião e Meio                 | Phil Stanton / Black Badger |          |  |
| 2016 | Come and Find me                | Vida Dupla                       | David                       |          |  |
| 2016 | Kingsglaive: Final Fantasy XV   |                                  | Nyx Ulric                   | Voz      |  |
| 2018 | American Woman                  | -                                | Chris                       |          |  |
| 2018 | Welcome Home                    | Privacidade Violada              | Bryan Palmer                |          |  |
| 2019 | The Parts You Lose              | -                                | The Man                     | Produtor |  |
| 2019 | El Camino: A Breaking Bad Movie | El Camino: Um Filme Breaking Bad | Jesse Pinkman               | Produtor |  |

## Televisão

### Série
| Ano       | Título                         | Papel                     | Temporada - Episódio                                                |
| --------- | ------------------------------ | ------------------------- | ------------------------------------------------------------------- |
| 1999      | Beverly Hills, 90210           | Chad                      | 9ª - 21                                                             |
| 1999      | Melrose Place                  | Garoto da Fraternidade #2 | 7ª - 30                                                             |
| 1999      | Suddenly Susan                 | Zipper                    | 3ª - 23                                                             |
| 1999      | 3rd Rock from the Sun          | Estudante                 | 4ª - 24                                                             |
| 2000      | Get Real                       | Derek                     | 1ª - 20                                                             |
| 2001      | 100 Deeds for Eddie McDowd     | Ethan                     | 2ª - 04                                                             |
| 2001      | The Division                   | Tyler Petersen            | 1ª - 10                                                             |
| 2001      | Nikki                          | Scott                     | 1ª - 12                                                             |
| 2001      | The Guardian                   | Ethan Hunter              | 1ª - 05                                                             |
| 2001      | The X-Files                    | David Winkle              | 9ª - 05                                                             |
| 2001-2002 | Judging Amy                    | Conklin                   | 3ª - 11 e 15                                                        |
| 2002      | NYPD Blue                      | Marcus Denton             | 9ª - 12                                                             |
| 2002      | CSI: Crime Scene Investigation | Peter Hutchins, Jr.       | 2ª - 17                                                             |
| 2002      | Birds of Prey                  | Jerry                     | 1ª - 0 e 1                                                          |
| 2003      | ER                             | Doug                      | 9ª - 12                                                             |
| 2003      | Kingpin                        | Stoner                    | 1ª - 02                                                             |
| 2003      | CSI: Miami                     | Ben Gordon                | 1ª - 20                                                             |
| 2003      | Threat Matrix                  | Shane                     | 1ª - 04                                                             |
| 2004      | Line of Fire                   | Drew Parkman              | 1ª - 08                                                             |
| 2005      | Veronica Mars                  | Eddie Laroche             | 1ª - 11                                                             |
| 2005      | Joan of Arcadia                | Denunzio                  | 2ª - 18                                                             |
| 2005      | Point Pleasant                 | Mark Owens                | 1ª - 1, 5, e 9                                                      |
| 2005      | Criminal Minds                 | Michael Zizzo             | 1ª - 10                                                             |
| 2005      | Sleeper Cell                   | Adolescente #1            | 1ª - 01                                                             |
| 2006      | Bones                          | Stew Ellis                | 1ª - 12                                                             |
| 2006      | Ghost Whisperer                | Link                      | 1ª - 19                                                             |
| 2007-2011 | Big Love                       | Scott Quittman            | 2ª - 1, 2, 4, 5, 7, 9, 11, 12 3ª - 2, 5 e 10 / 4ª - 2 e 4 / 5ª - 10 |
| 2012-2013 | TRON: Uprising                 | Cyrus                     | 1ª - 10, 13 e 18                                                    |
| 2013      | The Simpsons                   | Jesse Pinkman             | 24ª - 17                                                            |
| 2008-2013 | Breaking Bad                   | Jesse Pinkman             | Elenco Principal                                                    |
| 2014-2020 | BoJack Horseman                | Todd Chavez               | Elenco Principal                                                    |
| 2016-2018 | The Path                       | Eddie Cleary              | Elenco Principal; Produtor                                          |
| 2017      | Black Mirror                   | Gamer691                  | 4ª - 01                                                             |
| 2019-2020 | Truth Be Told                  | Warren Cave               | Elenco Principal                                                    |
| 2020      | Westworld                      | Caleb                     | 3ª                                                                  |
| 2022      | Better Call Saul               | Jesse Pinkman             | 6ª - 11 e 12                                                        |
| 2023      | Black Mirror                   | Cliff                     | 6ª - 03                                                             |

### Filmes
| Ano  | Título                          | Papel          |
| ---- | ------------------------------- | -------------- |
| 1999 | Locust Valley                   | Gregor         |
| 2002 | Wasted                          | Owen           |
| 2003 | The Snobs                       | Clay           |
| 2014 | Need For Speed: O Filme         | Tobey Marshall |
| 2016 | The 9th Life of Louis Drax      | Peter          |
| 2019 | El Camino: A Breaking Bad Movie | Jesse Pinkman  |